# Desa Purwosari (administrativ by i Indonesien, Jawa Tengah, lat -7,74, long 109,57)
Desa Purwosari är en administrativ by i Indonesien.   Den ligger i provinsen Jawa Tengah, i den västra delen av landet, 300 km sydost om huvudstaden Jakarta.